# Michael Balint
Michael Balint (ur. 3 grudnia 1896 w Budapeszcie, zm. 31 grudnia 1970 w Bristolu) – psychoanalityk i zwolennik teorii relacji z obiektem.

## Życiorys
Balint był synem lekarza ogólnego pracującego w Budapeszcie i jako chłopiec towarzyszył ojcu w pracy.
Podczas I wojny światowej brał udział w walkach, najpierw w Rosji, a potem we Włoszech. Po dwóch latach został ranny w kciuk i odesłano go do rodzinnej miejscowości, gdzie kończył studia medyczne rozpoczęte w 1914 roku na Semmelweiß University. Do jego ulubionych przedmiotów należała fizyka i biochemia. 
W 1917 roku, z polecenia swojej przyszłej żony, Alice Székely-Kovács, Balint przeczytał "Totem und Tabu" Freuda.
Zaczął on także uczęszczać na wykłady Sándora Ferenczi, który w 1919 został pierwszym na świecie uniwersyteckim profesorem psychoanalizy.
Balint z żoną oboje kształcili się w psychoanalizie w Berlinie i publikowali razem. W 1920 roku z powodu sytuacji politycznej przeprowadzili się na stałe do Berlina, gdzie Balint pracował w laboratorium biochemicznym Otto Heinricha Warburga – późniejszego zdobywcy Nagrody Nobla. W tym samym czasie pracował on w Instytucie Psychoanalizy w Berlinie. W 1924 roku Balint powrócił do ojczyzny gdzie kontynuował swoje analizy z Ferenczim. Rok później zaczął publikować swoje własne prace z zakresu psychoanalizy, a jednocześnie stosował psychoterapię wobec psychosomatycznych schorzeń pacjentów, z którymi stykał się w swojej pracy zawodowej.
W latach 30. XX wieku Balint założył pierwszą grupę treningowo-badawczą ("training cum research group") dla lekarzy ogólnych, niemniej jednak sytuacja polityczna w kraju i nieustanne kontrole uniemożliwiły organizowanie tego rodzaju spotkań. Ta grupa stała się prekursorem dla grup Balinta, które mają na celu wyrobienie u lekarzy myślenia o psychosomatycznym podłożu danego schorzenia i analizę relacji lekarza z pacjentem.
Balintowie emigrowali do Anglii, gdzie Alice zmarła z powodu pęknięcia aorty w 1938 roku pozostawiając męża z synem Johnem. W 1944 Balint ożenił się ponownie, ale związek ten szybko się skończył. W 1945 roku rodzice Balinta popełnili samobójstwo w obliczu ryzyka bycia aresztowanym przez nazistów. W tym samym roku Balint przeprowadził się do Londynu, gdzie prowadził swą grupę i obronił doktorat z psychologii.
Po przeprowadzce do Londynu Balint został konsultantem w klinice Tavistock, tam też w 1949 roku poznał swą przyszłą żonę Enid (poślubioną w 1958 roku), która zajmowała się zawodowo problemami małżeńskimi.
W 1950 Balint znów utworzył grupę dla lekarzy ogólnych wychodząc z założenia, że najczęściej używanym lekarstwem jest sam lekarz.
W 1969 roku powstało Stowarzyszenie Balinta celem kontynuowania jego dzieła.

## Prace Balinta
- Individual Differences of Behaviour in Early Infancy. Praca doktorska z zakresu psychologii. London, 1945.
- Primary Love and Psycho-Analytic Technique. 1956.
- The Doctor, His Patient and the Illness. London: Churchill Livingstone, 1957.
  - Tłumaczenie niemieckojęzyczne: Der Arzt, sein Patient und die Krankheit. Stuttgart, Klett, 1957, 10. Aufl. 2001, ISBN 3-608-94003-0.
- Thrills and Regressions. 1959.
  - Tłumaczenie niemieckojęzycznie: Angslust und Regression. Stuttgart: Klett-Cotta, 1991.
- Basic Fault. 1967.
- The Clinical Diary of Sándor Ferenczi. Redagowane przez by Judith Dupont. Tłumaczenie: by Michael Balint i Nicola Zarday Jackson. Pierwsze wydanie, 1988.